# Блишковице
Блишковице (чеш. Blížkovice) је насељено мјесто са административним статусом варошице (чеш. městys) у округу Знојмо, у Јужноморавском крају, Чешка Република.

## Становништво
Према подацима о броју становника из 2014. године насеље је имало 1.211 становника.